# Ascari Cars

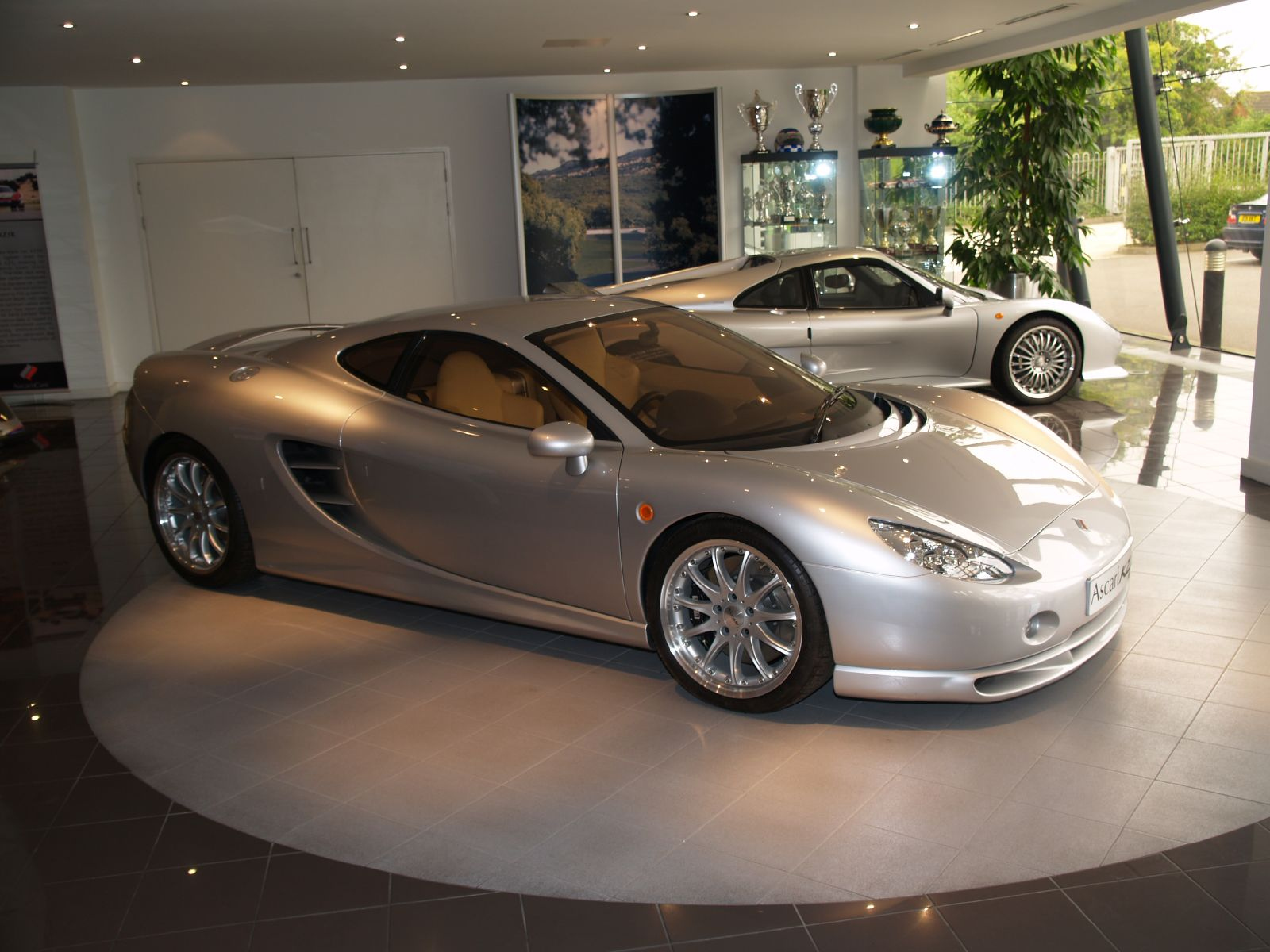
Ascari KZ1 (voorgrond) en Ecosse (achtergrond)

Ascari Cars Ltd., vernoemd naar de beroemde coureur Alberto Ascari uit de jaren vijftig, is een producent van sportwagens uit Dorset, Engeland. Officieel betekent Ascari echter "Anglo Scottish Car Industries", aangezien het geen relatie heeft met de familie Ascari. Opgericht in 1995, presenteerde het haar eerste model, de Ecosse in 1998.
In 2000 begon Ascari met het opzetten van een nieuwe fabriek in Banbury, om een nieuwe sportwagen te ontwerpen. Dit zou de KZ1 worden. De fabriek wordt geleid door de Nederlander Klaas Zwart.
In hetzelfde jaar legde Ascari in het Zuid-Spaanse Ronda een speciaal raceresort aan.

## Modellen
- Ascari Ecosse
- Ascari KZ1
- Ascari A10

AC ·
Arash ·
Ariel ·
Ascari ·
Aston Martin ·
Bentley ·
Bristol ·
Caparo · 
Caterham ·
Deauville ·
Farbio ·
Jaguar ·
Land Rover ·
Lotus ·
Mini · 
McLaren ·
Morgan · 
Noble ·
Rolls-Royce ·
Vauxhall ·
Westfield